# スクールゾーン (漫画)
『スクールゾーン』は、ニンギヤウによる日本の漫画作品。無料WEBマガジン『MAGxiv』にて、2018年4月2日より連載中（MAGCOMIでも連載中）。
女子高生同士の残念な日常を描いた百合ギャグ漫画である。

## あらすじ
黙っていればかなり美人な横江礼と、ボーイッシュで不愛想な杉浦契。腐れ縁の二人を中心に、シスコンを拗らせた姉や人との距離感が近すぎる転入生など、どこか「残念」な女子高生たちによる全力な日常が綴られていく。

## 登場人物

### 西互高校
横江 礼 (よこえ れい）
本作の主人公。西互高校2年A組。見た目は美人であり、かなりモテる。自分がこの世で一番美しいと思っている。顔面ハーバード（本作のネタ）。
色んな意味で頭が悪くテスト明けなどは「アナフィラキシーショック」と呼ばれる知能低下現象を引き起こす。2年生1学期の期末テストでは全教科赤点を叩き出した。
契に恋慕しておりたびたび交際や結婚を申し込んでいる。兄と二人暮らしで料理が得意。
契と接点を持ったのは柏台西中学2年生の時。その後高校2年生まで同じクラス。毎日一緒にいられたら良いと思ってる一方、一歩進んだ関係になる事を望んでいる。しかし契の本当の気持ちを聞き拒絶される事を怖れ、答えを聞かずに向き合うことから逃げている。現在でもその事を後悔している。
杉浦 契 (すぎうら けい）
本作のもう一人の主人公。西互高校2年A組。私服やイラストなどのセンスに欠ける。
低身長であることを気にしている。着痩せするタイプであり、そこそこの大きさの胸を持つ。
お化けや幽霊などを大の苦手としており怖い話を聞いた直後は一人でトイレにすら行けなくなる。横江宅で貞子風のCMを見たときは、ビビり過ぎて背後を気にするあまり階段を踏み外し3階から1階まで転げ落ちた。
誰も水やりをしていない花の世話を放課後1人で行う心優しい一面を持っている。その一方で電柱に登り降りられなくなるなど横江に負けず劣らずお茶目な一面もある。
横江の話は8割がた聞き流している。中学の時の髪型はロングだったが、中学2年のおわり横江とのある会話を機にその時感じた気持ちから逃げるように髪を切っている。
根来 八手 (ねごろ やつで）
礼たちの友人。西互高校2年B組。普段から関西弁を使っている。
糸目と泣きボクロを特徴としており、滅多に開眼することはない。推しアイドルがいる。好物はのり。
部長になってみたいとの一心で部員がいなくなった後も映画研究部に所属し続けた。山城要とのなんらかの過去を匂わせている。
日生 椿 (ひなせ つばき）
八手の後輩。西互高校1年C組。映画研究部唯一の平部員。
双子の妹である柊の盗撮写真を財布に忍ばせるなどシスコンを拗らせている。
コミュニケーションにやや難があり友達が少ない。妹と上手く話せない要因にもなっている。中学まで剣道をしており、大会で上位入賞を果たした描写がある。柊が辞めたので高校では剣道はしていない。
山城 要 (やましろ かなめ）
椿のクラスメイト。普段から明るく派手なギャル。
カワイイは正義を信条としているため可愛らしい見た目の椿とよくつるんでいる。両親は海外赴任中でタワーマンションの最上階に一人で暮らしている。根来八手とのなんらかの過去を匂わせている。
仲谷 ひな子 (なかたに ひなこ）
椿のクラスメイト。山城要とは常につるんでおり自身もギャルである。誕生日は3月3日。
要とはダブルデートをするような仲だが要の事を大切に思っており一緒にいる時間が減ることを嫌う。度々要の言動に振り回されている。めんどくさい性格の持ち主。ピアスは両耳（ロブ）に一箇所ずつ開いている。要からは"ピヨ"と呼ばれている（ひな子→ピヨ子→ピヨ）
藤 まつり (ふじ まつり）
西互高校2年B組。八手の友達、家は神社。八手と友達になる以前は顔が隠れるほど前髪が長く、おどおどした印象であった。八手とは高校1年の調理実習を機に仲良くなった。
日頃から1日1善を心掛けており真の善人になるべく奮闘している。自分の行い、言動について常に考えており日々モヤモヤした気持ちを抱えて生活している。そのため夜はあまり眠れず目の下には大きな隈がある。

### 立陵東女子高校
日生 柊 (ひなせ ひいらぎ）
椿の双子の妹。立陵東女子高校1年6組。姉のことを毛嫌いしている。
ポーカーフェイスで人と距離を取りたがる性格でありよくキレる。
クールな容姿から王子様ポジションを確立しているがその反面近づき難い雰囲気であるため友達はいない。姉と比べられることに苦悩しており、その経験から人の気持ちを考え思いやることは出来る。姉への感情と照らし合わせ空木の大事にしているものを踏みにじっているのではないかと思い至った。
空木 れん (うつぎ れん）
柊のクラスメイト。高校1年の夏に彼女のクラスに転入してきた。
柊とは席がとなりであり彼女の対人距離を度外視したアプローチを仕掛けている。
シャツとヘアゴム、スニーカーなどはその日の気分によって変わる。ブラジャーは付けていないような描写がある。
賢木 恭 (さかき きょう)
立陵東女子高校の生徒会長。
保月 ひかり (ほうづき ひかり）
立陵東女子高校の生徒。八手が推してるアイドル。
唐嶋 あおい (からしま あおい)
1年6組の生徒で休み時間は空木とよく話している。空木からは"あおいちゃん"と呼ばれている。
持田 茉央 (もちだ まお)
1年6組の生徒で唐嶋あおいとよく一緒にいる。空木からは"まおちゃん"と呼ばれている。姉がゲーセンで働いている。
芥見 梛 (あくたみ なぎ）
立陵東女子高校の保健医。
柊が一方的に懐いており芥見自身もクラスに友達がいない柊のことを気遣っている。
柊に金魚をプレゼントしている。身だしなみには無頓着で服装もだらしない。喫煙者。
上春 美歩 (うえはる みほ)
立陵東女子高校の教師、1年6組の担任で癒し系お姉さん。既婚者。

### その他の人物
岸屋 縁 (きしや ゆか）
藤まつりがよく行くゲームセンターの店員。UFOキャッチャーが得意。
笑顔がめちゃくちゃ素敵な美人であり、選ばれし真の善人。持田が嫌い。聖麟学院大学(偏差値73)に通う大学生。
杉浦 結 (すぎうら ゆい）
杉浦契の姉。妹を尻に敷いてる、巨乳。
歳は契の9つ上で、西互高校卒業生。

## 書誌情報
- ニンギヤウ『スクールゾーン』マッグガーデン〈ブレイドコミックス〉、既刊5巻（2023年3月10日現在）
  1. 2018年8月17日発売[9][1]、ISBN 978-4-8000-0793-3
  2. 2019年6月10日発売[10]、ISBN 978-4-8000-0867-1
  3. 2020年5月9日発売[11]、ISBN 978-4-8000-0969-2
  4. 2021年12月9日発売[12]、ISBN 978-4-8000-1156-5
  5. 2023年3月10日発売[13]、ISBN 978-4-8000-1309-5